# Броневая (станция)
Бронева́я — узловая железнодорожная станция в черте Санкт-Петербурга, остановочный пункт на направлениях Санкт-Петербург — Калище, Санкт-Петербург — Гатчина, Санкт-Петербург — Луга, до 2011 года также Санкт-Петербург — Краснофлотск.

## Устройство, движение
Вдоль платформы проходят шесть путей: два для грузовых поездов и четыре для пассажирских. От станции идёт путь примыкания на станцию Корпусный Пост «северной портовой ветви». В промзоне вблизи станции находятся Автовская ТЭЦ и грузовая станция Нарвская. Непосредственно к станции примыкает развязка Западного скоростного диаметра с Благодатной улицей, оборудованная пунктом оплаты проезда.
В 1933 году через станцию прошла электрификация от ст. Ленинград-Балтийский до ст. Ораниенбаум-I. Это был первый электрифицированный участок на Октябрьской железной дороге. Тогда напряжение в контактной сети составляло 1,5 кВ постоянного тока.
В 1948 году после разрушений в результате боевых действий во время ВОВ было восстановлено движение электросекций. Были заново построены высокие пассажирские платформы и устройства контактной сети на всём участке от Ленинграда до Ораниенбаума.
В 1967 году из-за переноса участка Варшавской линии от ст. Ленинград-Варшавский до ст. Шоссейная, проходящей ранее по нынешней Варшавской улице станция подверглась реконструкции. Пути варшавского хода пристроили к путям Балтийского хода, которые затем отходят за платформой Ленинский проспект на ст. Предпортовая. В том же году произошла электрификация участка Ленинград-Варшавский - Гатчина-Варшавская напряжением 3,3 кВ постоянного тока и вместе с тем был осуществлён перевод на напряжение 3,3 кВ всей станции в составе участка Ленинград-Балтийский - Ораниенбаум-I. Тогда же были сооружены две новые высокие пассажирские островные платформы, одна из которых предназначалась только для обслуживания электропоездов нового электрифицированного участка Варшавской ветки.
Ранее часть поездов после Броневой следовала до Варшавского вокзала (через платформу Корпусное Шоссе), но после его закрытия 15 мая 2001 г. и преобразования в торговый комплекс "Варшавский экспресс" в 2006 г. все электропоезда идут на Балтийский вокзал. Фактически станция Броневая обычно является первой остановкой после Балтийского вокзала (предпоследней в обратную сторону), так как примыкающую к вокзалу служебную короткую платформу Электродепо поезда обычно пропускают. После перевода поездов пригородного сообщения с Варшавского вокзала на Балтийский вокзал в 2001 г. третья платформа, обслуживавшая направление на Лугу, была разобрана.
В 2002 году был электрифицирован съезд на Корпусной Пост Северной Портовой ветки и построена новая тяговая подстанция. В связи с этим чуть южнее станции были отключены два поста секционирования контактной сети 1967 г. (демонтированы в 2017 г.).
В 2011 году движение поездов от Варшавского вокзала до ст. Броневая было полностью прекращено. Был начат демонтаж путей Варшавского вокзала и вывоз локомотивов с депо ТЧ-14 СПб-Варшавский на новую площадку бывшего депо ТЧ-9 СПб-Витебский.
в 2012-2013 гг. была частично разобрана контактная сеть на I и II главных путях до станции Санкт-Петербург-Варшавский, а в 2014-м демонтированы рельсы и сняты стрелочные переводы.
В настоящее время по бывшей трассе варшавского ответвления проходит ШМСД.
На станции имеется подземный пешеходный переход, очень неудобный для пассажиров — плохо освещённый, с низкими потолками, заливаемый водой, зимой скользкий.
Рядом с платформой предстоит строительство проектируемой одноимённой станции метрополитена. Ныне ближайшими станциями метро являются «Кировский завод», находящаяся к западу от платформы (1,8 км пешком), и «Электросила», находящаяся к востоку от платформы (1,9 км пешком).

## Галерея
- Вид на станцию в январе 2016 года
- Расписание
- Электропоезда на станции
- Островная платформа, выход к подземному переходу
- Поезд «Лужский рубеж»

### Расписание электропоездов
- Расписание пригородных поездов. Яндекс.Расписания.
- Расписание пригородных поездов на tutu.ru